# Eudemo da Rodi
Eudemo da Rodi (in greco antico: Εὔδημος?, Eúdēmos; Rodi, 350 a.C. circa – Rodi, 290 a.C. circa) è stato un filosofo e storico della scienza greco antico.

## Biografia
Eudemo era nato nell'isola di Rodi, ma passò buona parte della sua vita ad Atene, dove studiò filosofia presso il Peripato. Collaborò a lungo e strettamente con Aristotele e ne viene generalmente considerato uno dei più fedeli allievi, anche se, insieme a Teofrasto egli veniva generalmente chiamato "compagno" (ἑταῖρος) di Aristotele, piuttosto che discepolo . 
Aristotele doveva particolarmente stimarlo se gli dedicò un'elegia  e se rinunciò a pubblicare la Metafisica che Eudemo aveva ritenuto inadatta alla diffusione: in uno scolio al libro I della Metafisica, anzi, si dice che il libro fosse addirittura attribuito a Boeto, fratello di Eudemo stesso. 
Ormai anziano si tramanda che fondasse una sua scuola a Rodi, avendo come successori e allievi un gruppo di peripatetici rodioti o egei come Prassifane, Ieronimo e, infine, Andronico.

## Opere
Eudemo continuò, in linea col resto della scuola peripatetica, l'attività del maestro, inoltre occupandosi di aspetti da lui marginalmente trattati. Infatti di lui conosciamo Analitici, e  Sullo stile, di tipo logico. Sugli angoli, Fisica, unita, forse, a una Metafisica, oltre che scritti di biologia animale.
Ma, soprattutto, Eudemo era noto per i suoi scritti di matematica, tra i quali una Storia della geometria, la Storia dell'aritmetica, una Storia dell'astronomia che, in un certo modo, andavano a colmare un vuoto intenzionalmente lasciato aperto da Aristotele nella sua enciclopedia delle scienze, così come Teofrasto si occupava di botanica (citata, ma non trattata dallo Stagirita) e Menone di medicina.
Eudemo avrebbe potuto avere una parte anche nella redazione conclusiva dell'opera aristotelica Etica Eudemia  che si ritiene comunemente, ma non unanimemente, che sia stata scritta prima dell'Etica Nicomachea .